# Nindar
Nindar o Nindhar fou un estat tributari protegit, una thikana feudatària de Jaipur formada per set pobles, governada pel subclan Sheobramhpota del clan Rajawat dels kacchwaha.

## Història
El rajà Prithvi Raj d'Amber (després Jaipur) va incloure els Sheobramhpota entre les dotze cases principals d'Amber. El feu fou fundat per Rao Shivbramh, quar fill del Raja Udaikaranaji d'Amber (Jaipur) que va rebre 51 pobles entre els quals Nindar, i va governar del 1366 al 1388.

## Llista de raos i rawals
- Rao Shivbramh (sheobramh)
- Rao bhojraj
- Rao ridmal
- Rao ranmal
- Rao panchayan
- Rao devidas (deidas)
- rawat gopaldas
- rawat bhopat singh
- rawat raghodas
- rawat fatah singh
- rawat keshari singh
- rawat devi singh
- rawat jujhar singh
- rawat zorawar singh
- rawat sardool singh
- rawat bhopal singh
- rawat hari singh
- rawat ishwari singh
- rawat laxman singh
- rawat zalim singh
- rawat mahatab singh
- rawat ram singh
- rawat amar singh ?-1919
- rawat raghunath singh 1919-1936
- Rawat Hari Singh Nindar 1935-2006
- Rawat Harsh Vardhan Singh Nindar 2006-Present